# Grote bronzweefvlieg
De grote bronzweefvlieg (Sphegina sibirica) is een vliegensoort uit de familie van de zweefvliegen (Syrphidae). De wetenschappelijke naam van de soort is voor het eerst geldig gepubliceerd in 1953 door Stackelberg.